# Fondazione FS Italiane
La Fondazione FS Italiane è una fondazione costituita da Ferrovie dello Stato Italiane, Trenitalia e Rete Ferroviaria Italiana allo scopo di valorizzare e preservare il patrimonio storico, tecnico, ingegneristico e industriale del gruppo FS.

## Storia
La fondazione nacque il 6 marzo 2013, per iniziativa di Ferrovie dello Stato Italiane, Trenitalia ed RFI.
Il 25 luglio 2023 è stata presentata a Pietrarsa, nel museo nazionale della Fondazione FS, la nuova azienda Treni Turistici Italiani FS, controllata e diretta della stessa Fondazione FS.

## Organi direttivi
L'atto costitutivo e lo statuto della fondazione sono stati sottoscritti il 6 marzo 2013.
La direzione della fondazione è affidata a Luigi Cantamessa.

## Patrimonio
La fondazione dispone di circa duecento rotabili del “parco storico operativo”, costruiti nella prima metà del Novecento ed ancora funzionanti, oltre a cinquanta mezzi storici non in esercizio custoditi nel Museo nazionale ferroviario di Pietrarsa e all'intera dotazione libraria ed archivistica.
- Archivio storico “Servizio Lavori e Costruzioni”:[8] la formazione di questo archivio è legata alle attività del Servizio XI (Mantenimento e sorveglianza)  e del Servizio XII (Costruzioni) ai quali, con i provvedimenti legislativi del 1908 e 1909, furono affidate la manutenzione della rete in esercizio e le nuove costruzioni ferroviarie.
- Archivio Disegni dell'ex Servizio Materiale e Trazione:[1] dispone di 260000 disegni tecnici di locomotive e  veicoli storici, oltre 500000 di rotabili in esercizio e 10000 immagini fotografiche, principalmente lastre in vetro risalenti ai primi del Novecento.
- Centro Audiovisivi:[9] dispone di circa 350000 foto analogiche, 500000 scatti digitali stimati, 3000 pizze in pellicole, oltre 3000 cassette e oltre 3 terabyte di video in alta definizione.
- Museo nazionale ferroviario di Pietrarsa
- Museo ferroviario di Trieste Campo Marzio, presso l'omonima stazione[10]
- Rotabili storici operativi[6]

## "Binari senza tempo"
"Binari senza tempo" è un particolare progetto della fondazione che a partire dal 2014 ha riattivato tredici tratte in disuso, trasformandole in ferrovie turistiche. In particolare, l'operato della fondazione FS ha stimolato anche il riconoscimento ufficiale dell'istituto della ferrovia turistica da parte della legislazione italiana, avvenuto nel 2017.
Le linee interessate, elencate in ordine di riattivazione, sono:
- Ferrovia del Sebino (Palazzolo-Paratico) in Lombardia,
- Ferrovia della Val d'Orcia (Asciano-Monte Antico) in Toscana,
- "Transiberiana d'Italia" (Sulmona-Isernia) in Abruzzo e Molise,
- Ferrovia dei templi (Agrigento-Porto Empedocle) in Sicilia,
- Ferrovia della Valsesia (Novara-Varallo) in Piemonte,
- Ferrovia del Tanaro (Ceva-Ormea) in Piemonte,
- Ferrovia dell'Irpinia (Avellino-Rocchetta Sant'Antonio) in Campania, Basilicata e Puglia,
- Ferrovia del Sannio (Benevento-Campobasso) in Campania e Molise,
- Ferrovia Pedemontana (Gemona del Friuli-Sacile) in Friuli-Venezia Giulia,
- Ferrovie delle Langhe e Monferrato (tratto Asti-Castagnole della ferrovia Castagnole-Asti-Mortara e tratto Castagnole-Alba della ferrovia Alessandria-Cavallermaggiore) in Piemonte,
- Ferrovia Subappennina Italica (tratto Fabriano-Pergola della ferrovia Urbino-Fabriano) nelle Marche,
- Ferrovia del Basso Monferrato (Chivasso-Asti) in Piemonte,
- Ferrovia delle Murge (Rocchetta Sant'Antonio-Gioia del Colle) in Puglia.